# Xenoctenidae
Xenoctenidae (лат.) — семейство аранеоморфных пауков (Araneomorphae). Около 35 видов.

## Распространение
Северная и Южная Америка. Один вид найден в Австралии (Odo australiensis Hickman, 1944) и, вероятно, не принадлежит к этому роду.

## Описание
Xenoctenidae сходны с Viridasiidae и некоторыми Miturgidae тем, что имеют глаза в два рекурвированных ряда и решетчатый тапетум в непрямых линиях глаз, два коготка и хорошо развитые скопулы, а иногда и коготковые хохолки, но отличаются наличием дистального деления в тегулюме копулятивной луковицы самца, в области, где возникает эмболюс.

## Систематика
4 современных рода и Около 35 видов. Впервые описаны в 2017 году, когда исключили из Miturgidae роды Odo, Paravulsor и Xenoctenus, которые были выделены Wheeler et al. (2017: 609) в новое семейство Xenoctenidae. Эта группа была выделена как заслуживающая статуса семейства еще Сильвой-Давилой (2003), а затем подтверждена Рамиресом (2014) как «группа Xenoctenus»; оба автора определили дистальное деление тегулума у основания эмболара как синапоморфию (см. Ramírez, 2014: character 343). Этот анализ с высокой степенью достоверности подтвердил, что Xenoctenidae являются представителями клады Dionycha из Entelegynae из инфраотряда аранеоморфных пауков. Ближайшие родственники ксеноктенид, однако, не определены в этом и предыдущих анализах, но их монофилия хорошо поддерживается всеми этими анализами.
- Incasoctenus Mello-Leitão, 1942 — 1 вид, Перу
- Odo Keyserling, 1887 — около 30 видов, от Кубы до Чили
- Paravulsor Mello-Leitão, 1922 — 1 вид, Бразилия
- Xenoctenus Mello-Leitão, 1938 — 4 вида, Аргентина